# Mordellistena semiferruginea
Mordellistena semiferruginea là một loài bọ cánh cứng trong họ Mordellidae. Loài này được Reitter miêu tả khoa học năm 1911.